# Cirey-sur-Blaise
Cirey-sur-Blaise é uma comuna francesa na região administrativa de Grande Leste, no departamento de Haute-Marne. Estende-se por uma área de 16,44 km². Em 2010 a comuna tinha 120 habitantes (densidade: 7,3 hab./km²).